# عادل جفري
عادل جفري (بالفرنسية: Abel Jafri )‏ (و. 1965 – م) هو ممثل من فرنسا . ولد في تونس .
توفي في فرنسا

## روابط خارجية
- عادل جفري على موقع IMDb (الإنجليزية)
- عادل جفري على موقع قاعدة بيانات الأفلام العربية
- عادل جفري على موقع ألو سيني (الفرنسية)
- عادل جفري على موقع أول موفي (الإنجليزية)
- عادل جفري على موقع قاعدة بيانات الأفلام السويدية (السويدية)
- عادل جفري على موقع قاعدة بيانات الفيلم (الإنجليزية)
- عادل جفري على موقع كينوبويسك (الروسية)